# Crush with Eyeliner
«Crush with Eyeliner» es una canción de la banda de rock estadounidense R.E.M., lanzada como el cuarto sencillo de su noveno álbum de estudio, Monster (1994). Thurston Moore de Sonic Youth ofrece coros. Michael Stipe afirma que la canción se inspiró en la banda New York Dolls, quienes, en su opinión, «sabían cómo exagerar una canción, hacer que sonara realmente sórdida y exagerada». Esta fue también una de las primeras canciones que surgieron de Stipe después del bloqueo del escritor que lo persiguió después de la muerte de su amigo, el actor River Phoenix.
Lanzada en el Reino Unido el 23 de enero de 1995, la canción alcanzó el número 23 en la UK Singles Chart. La canción se emitió en otros territorios más adelante en el año, alcanzando el número cuatro en Islandia, el número 28 en Canadá y el número 13 en el Billboard Bubbling Under Hot 100 de EE. UU. El video del sencillo, dirigido por Spike Jonze, muestra a un grupo de japoneses jóvenes bailando e imitando la pista en una fiesta, mientras la banda se muestra brevemente, mirando. Está disponible en la compilación de videos musicales Parallel.

## Lista de canciones
Todas las canciones fueron escritas por Bill Berry, Peter Buck, Mike Mills y Michael Stipe.
CD, 12" (Estados Unidos), CD (Australia, Reino Unido)
1. "Crush with Eyeliner" – 4:39
2. "Fall on Me" (en vivo) – 3:23
3. "Me in Honey" (en vivo) – 4:18
4. "Finest Worksong" (en vivo) – 4:10

Casete, 7" (Reino Unido)
1. "Crush with Eyeliner" – 4:39
2. "Crush with Eyeliner" (instrumental) – 4:39

- Todas las pistas en vivo se grabaron en el 40 Watt Club, Athens, Georgia, el 19 de noviembre de 1992. La actuación, a beneficio de Greenpeace, se grabó en un estudio móvil con energía solar.

## Posicionamiento en las listas

### Listas semanales
| Lista (1995)                           | Posición más alta |
| -------------------------------------- | ----------------- |
| Australia (ARIA)                       | 55                |
| Bélgica (Flandes) (Ultratop 50)        | 45                |
| Europe (Eurochart Hot 100)             | 62                |
| Iceland (Íslenski Listinn Topp 40)     | 4                 |
| Irlanda (IRMA)                         | 21                |
| Escocia (Scottish Singles Sales Chart) | 23                |
| Reino Unido (UK Singles Chart)         | 23                |
| Estados Unidos (Alternative Airplay)   | 20                |
| Estados Unidos (Mainstream Rock)       | 33                |

### Listas de fin de año
| Lista (1995)                       | Posición más alta |
| ---------------------------------- | ----------------- |
| Iceland (Íslenski Listinn Topp 40) | 40                |